# Великий пласкохвостий гекон
Великий пласкохвостий гекон (Uroplatus fimbriatus) — гекон з роду Пласкохвостих геконів підродини Справжні гекони.

## Опис
Загальна довжина цього гекона досягає 33, у дуже рідких випадках 35 см. Шкіра у нього жовтувато—бурого або синювато—сірого кольору без плям (вдень), вночі колір стає темно—бурим з численними темними крапочками. Черево зазвичай світліше за спину. Наділена здатністю змінювати колір. Очі мають концентричні канавки червоного, золотавого або сріблястого кольору. Хвіст з боків має широкі складки, менші за розміром зморшки та шкіряні вирости є з боків голови та тулуба, а також на кінцівках. Це досить масивні гекони з добре розвинутими пальцями.

## Спосіб життя
Полюбляє вологі тропічні ліси. гарно маскується на деревах, здатен до мімікрії. Вдень висить на гіллі за допомогою хвоста. Активний вночі, харчується комахами, фруктами, нектаром.
Це яйцекладні гекони. Парування розпочинається наприкінці зими. Самка відкладає зазвичай 2 яйця. Протягом сезону бувають до 3 кладок. Через 3 місяці з'являються молоді гекони.

## Розповсюдження
Це ендемік о.Мадагаскар. Хоча зустрічається ще на двох невеличких островах поряд.